# Петър Енчев (ВДРО)
Петър Енчев Чернев е български революционер, деец на Вътрешната добруджанска революционна организация и борец за освобождение на Добруджа от румънска власт. Кмет на Алфатар и на Исперих.

## Биография
Роден през 1888 г. в Алфатар, Силистренско. Майка му и баща му са източноправославни християни.
Преди румънската окупация е бил кмет на Алфатар. Отказва доброволно сдаване на властта и е осъден от румънците и изпратен в затвор в Кюстенджа. Избягва от затвора и се заселва в гр. Исперих.
Притеснен от тормоза на румънците в окупирана Добруджа, се свързва с Калчо Добрев Караиванов и още преди създаването на ВДРО създават чета за борба с румънските банди.
В нота на румънското посолство до България от 31 октомври 1921 г. се казва, че в Исперих е сформирана чета от 100 души от запасни воини от българската армия, предвождана от Петър Енчев и Калчо Добрев, която е започнала да действа на 31 май 1922 г. Силистренският префект Ташку Пучеря информира своето правителство, че в района на неговата префектура действат 2 чети, едната от 24 души с район на действие Тутракан – Силистра. Нейни водачи са Калчо Добрев (пребиваващ в Русе) и Петър Енчев – офицер от запаса.
След 1923 г. Енчев влиза в редовете на ВДРО. Участва в сражения с румънската жандармерия и редовна армия. През 1933 г. таен агент № 425 донася на Министерството на вътрешните работи в България, че Петър Енчев е определен от Стефан Боздуганов за Исперихския войвода на ВДРО и е организирал въоръжени чети в селата в района. Заедно със своята чета Петър Енчев създава постоянен смут и притеснения на румънците в Южна Добруджа чрез екзекуции на румънци, притеснявали българското население.
Става кмет на Исперих. За заслугите му към България е представен за награждаване с орден през 1943 г.

## Смърт
Умира през 1949 г. Репресиран от комунистическата власт.